# Maira nigrithorax
Maira nigrithorax är en tvåvingeart som beskrevs av Wulp 1872. Maira nigrithorax ingår i släktet Maira och familjen rovflugor. Inga underarter finns listade i Catalogue of Life.